# Exoprosopa albata
Exoprosopa albata är en tvåvingeart som beskrevs av Mario Bezzi 1924. Exoprosopa albata ingår i släktet Exoprosopa och familjen svävflugor. Inga underarter finns listade i Catalogue of Life.